# Dennis Ballière
Charles Louis Denis Ballière, conegut com a Ballière de Laisement, (París, 9 de maig, 1729 - Rouen (Sena Marítim), 8 de novembre, 1800), fou un compositor i teòric musical francès.

## Biografia
Acadèmic de les Belles Lletres de Rouen des de 1754, tan apassionat de la música com de les matemàtiques i la química, sobre les quals va escriure més de 20 tractats, la seva teoria de la música s'ajusta a les discussions teòriques sobre la tonalitat, molt popular a l'època.

## Obres
Comentari bibliogràfic|Aquesta és la seva obra més important: Ballière critica la concepció pitagòrica de Rameau que multiplica els sons uns per altres, argumentant que el sentit comú dicta que els intervals s'acumulen.
- Théorie de la musique, París, Didot i Rouen, 1764
- Les Fêtes de l'hymen, ou la Rose, òpera-còmica de Favart, 1744.
- Deucalion et Pyrrha, 1751.
- Le Rossignol, òpera-còmica, 1751.
- Zéphire et Flore, òpera-còmica, 1754.
- Le retour du printems, Pastoral heroica, 1755.
- La Guirlande, òpera-còmica, 1757.
- Éloge de Le Cat, 1769.
- Essai sur les problèmes de situation, 1782.